# Racketeering
Racketeering  (engl. racket „Gaunerei“, „illegales Geschäft“) umfasst als kriminologischer Begriff insbesondere in den USA illegale Formen der Geschäftsführung, die als Teil der organisierten Kriminalität aufzufassen sind.

## Begriff
Ursprünglich bezog sich der Begriff racket vor allem auf Schutzgelderpressung (protection racket). Ab etwa 1850 wurden damit insbesondere durch das Bandenwesen in den Five Points in Manhattan von New York City auch andere Aktivitäten beschrieben, die organisiert oder bereits größtenteils auch bandenmäßig betrieben wurden, wie z. B. illegale Glücksspiele und insbesondere die Straßenlotterie (number games), die als number racket bezeichnet wurde.
Der Begriff racketeering wurde erstmals offiziell im Juni 1927 durch die Employers’ Association of Chicago verwendet, um die Korruption und Gewalt innerhalb der Transportarbeitergewerkschaft „Teamsters“ zu beschreiben.
Im US-amerikanischen Englisch können so alle gängigen illegalen Aktivitäten, neben den ursprünglichen Bezeichnungen, beschrieben oder neu zusammengefasst werden. Auf diese Weise wird die strafrechtliche Verfolgung und Verurteilung vereinfacht:
- Drogenhandel: drug racketeering statt drug trafficking bzw. illegal drug trade
- Gewerkschaftskorruption oder Nötigungen durch den Arbeitgeber: labor racketeering; d. h. die Zusammenfassung von Delikten der Nötigung, Erpressung, Bestechung, Korruption, (Anti-)Streikbrechertum, andere gewaltsame oder nötigende Umstände in Arbeitskämpfen und bei den Arbeitsbedingungen etc.
- Illegales Glücksspiel: number racket; d. h. die Betreibung von Straßenlotterien etc.
- Produktpiraterie: customs racketeering; alle Verbrechen im Zusammenhang mit der Fälschung oder Nachahmung von Produkten und deren illegalem Vertrieb
- Schutzgelderpressung: protection racket anstelle der einfachen Erpressung (extortion) oder Nötigung

## Staatliche Maßnahmen gegen Racketeering in den USA
Am 15. Oktober 1970 wurde der Racketeer Influenced and Corrupt Organizations Act (18 U.S.C. §§ 1961–1968) – kurz RICO-Act – ins Leben gerufen, um der Korruption  und der organisierten Kriminalität Herr zu werden. Auf dessen Grundlage begann die Bekämpfung insbesondere der US-amerikanischen Cosa Nostra und der verbrecherischen Vorgänge innerhalb der Gewerkschaft der Teamsters. Aus deutscher Sicht bemerkenswert ist die Möglichkeit, Kriminalität nicht nur durch drastische strafrechtliche Mittel, sondern auch durch zivilrechtliche Klagemöglichkeiten und umfangreiche Schadensersatzansprüche für geschädigte Dritte zu verfolgen.